# الجمعية الإسلامية للرياضيين
الجمعية الإسلامية للرياضيين (بالفارسية: جامعه اسلامی ورزشکاران) هو حزب سياسي إيراني أصولي تابع لجبهة أتباع خط الإمام والقائد.

## أعضاء بارزين
- حسن غفور [2] رئيس سابق لهيئة التربية البدنية
- محمود مشهون [2] رئيس الاتحاد الإيراني لكرة السلة
- مصطفى مرساليم [2] رئيس الاتحاد الإيراني للغطس والإنقاذ
- محمد رضا رحيمي [2] الرئيس السابق لاتحاد ألعاب القوى للهواة في إيران
- عيدي عليجاني [2] النائب السابق لاتحاد ألعاب القوى الآسيوية
- أمير أحمد مظفري [2] وكيل مؤسسة التربية الرياضية
- أحمد ناطق نوري [2] رئيس اتحاد الملاكمة الإيراني